# Square Up
Square Up ist die erste EP der südkoreanischen Girlgroup Blackpink. Square Up erschien am 15. Juni 2018 zusammen mit der Single Ddu-du Ddu-du. Das Album und die Single schafften es auf Platz eins der jeweiligen südkoreanischen Charts. Square Up stieg außerdem auf Platz 40 in die US Billboard 200 Charts ein, was zu diesem Zeitpunkt die höchste Platzierung für eine koreanische Girlgroup bedeutete.

## Hintergrund
Im März 2018 kündigte YG-Entertainment-Gründer Yang Hyun-suk per Instagram erstmal neue Musik von Blackpink an. Er nannte den Mai als voraussichtlichen Monat der Veröffentlichung, ohne sich jedoch auf ein konkretes Datum festzulegen. Am 17. Mai bestätigte Yang Hyun-suk auf Anfragen von Fans den Juni für das Comeback offiziell via Instagram. Eine Woche später wurde mitgeteilt, dass das neue Mini-Album am 15. Juni erscheinen soll.
Vom 1. Juni an wurden fast täglich Teaser-Videos, Fotos sowie die Titelliste des Albums veröffentlicht, aus der zu entnehmen war, dass das Album Square Up und die Single Ddu-du Ddu-du heißen sollen.
Am 15. Juni erschien Square Up zusammen mit der Single Ddu-du Ddu-du.

## Titelliste
| Nr.          | Titel                         | Text                        | Musik                            | Länge |
| ------------ | ----------------------------- | --------------------------- | -------------------------------- | ----- |
| 1.           | Ddu-Du Ddu-Du (뚜두뚜두)      | Teddy                       | Teddy, 24, R.Tee, Bekuh Boom     | 3:29  |
| 2.           | Forever Young                 | Teddy                       | Teddy, Future Bounce             | 3:57  |
| 3.           | Really                        | Teddy, Danny Chung          | Teddy Choice37                   | 3:17  |
| 4.           | See U Later                   | Teddy                       | Teddy, R.Tee, 24                 | 3:18  |
| 5.           | As If It’s Your Last (nur CD) | Teddy, Brother Su, CHOICE37 | Teddy, Future Bounce, Lydia Paek | 3:33  |
| Gesamtlänge: | Gesamtlänge:                  | Gesamtlänge:                | Gesamtlänge:                     | 17:34 |

## Kommerzieller Erfolg

### Chartplatzierungen
| ChartsChartplatzierungen       | Höchstplatzierung | Wochen |
| ------------------------------ | ----------------- | ------ |
| Japan (Oricon)                 | 11 (8 Wo.)        | 8      |
| Österreich (Ö3)                | 26 (1 Wo.)        | 1      |
| Schweiz (IFPI)                 | 24 (1 Wo.)        | 1      |
| Südkorea (KMCA)                | 1 (… Wo.)         | …      |
| Vereinigte Staaten (Billboard) | 40 (1 Wo.)        | 1      |

| ChartsJahrescharts (2018) | Platzierung |
| ------------------------- | ----------- |
| Südkorea (KMCA)           | 21          |

| ChartsJahrescharts (2019) | Platzierung |
| ------------------------- | ----------- |
| Südkorea (KMCA)           | 59          |

### Auszeichnungen für Musikverkäufe
| Land/Region     | Auszeichnungen für Musikverkäufe (Land/Region, Auszeichnung, Verkäufe) | Verkäufe |
| --------------- | ---------------------------------------------------------------------- | -------- |
| Südkorea (KMCA) | 2× Platin                                                              | 500.000  |
| Insgesamt       | 2× Platin ·                                                            | 500.000  |

Hauptartikel: Blackpink/Diskografie